# Dyndalski

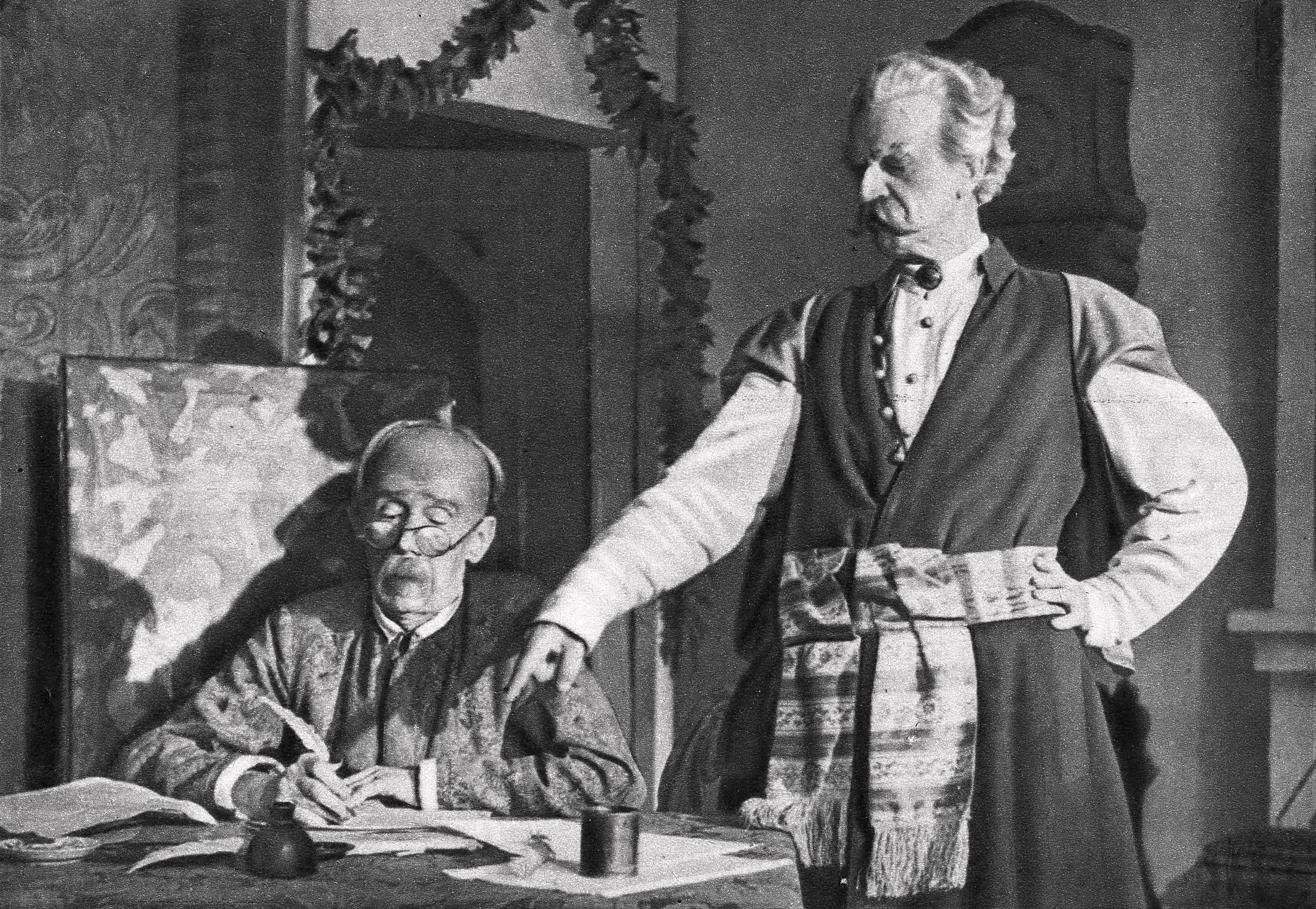
Ludwik Solski jako Dyndalski (po lewej) i Jerzy Leszczyński jako Cześnik Maciej Raptusiewicz (po prawej) w sztuce Zemsta. Teatr im. Juliusza Słowackiego w Krakowie, reżyseria Teofil Trzciński (1948)

Marszałek Dyndalski – epizodyczny bohater komedii Zemsta Aleksandra Fredry.
Dyndalski jest sługą i marszałkiem cześnika Macieja Raptusiewicza. Jest osobą spokojną, opanowaną i rozsądną. W komedii pojawia się w I i IV akcie. Nie był zbyt dobrze wykształcony. W związku z tym, gdy w IV akcie Cześnik dyktował mu list do Wacława Milczka, pisał każde słowo, nawet powtarzane mocium panie.
W filmowych ekranizacjach Zemsty w roli Dyndalskiego wystąpili Edward Fertner (Zemsta, 1956) i Daniel Olbrychski (Zemsta, 2002).